# Le Théorème du homard
Le Théorème du homard, ou Comment trouver la femme idéale (en anglais : The Rosie Project) est un roman de l'auteur australien Graeme Simsion. Il est paru en 2013 en Australie et en 2014 en France. L'histoire d'un généticien, qui recherche sa future épouse, est comique du fait de ses relations particulières aux autres. Ce roman connaît un vif succès à travers le monde et fait l'objet d'un projet d'adaptation cinématographique.

## Présentation du livre
C'est le premier livre de l'auteur australien Graeme Simsion qui s'est lancé dans l'écriture après une carrière de plus de 30 ans en technologie de l'information.
Au départ, l'auteur travaille sur un scénario de film, mais le projet, après plusieurs années, se transforme en roman : Le Théorème du homard est né.
Le livre paraît en Australie, en langue anglaise, le 11 avril 2013 aux éditions Michael Joseph. Traduit de l'anglais par Odile Demange, Le théorème du homard est publié en France, par les éditions du Nil, le 13 mars 2014, puis en poche, le 2 avril 2015, sous le titre Comment trouver la femme idéale aux éditions Pocket.

## Récompenses du livre
Graeme Simsion a reçu en 2012 le Victorian Premier’s Literary Award pour le manuscrit du livre dont le titre original est The Rosie Project. Son livre achevé est par la suite accueilli comme le livre australien de l'année 2014 et également récompensé en 2014 lors du quatorzième Australian Book Industry Awards (ABIAs); il obtient alors deux prix, celui du meilleur livre et celui du meilleur roman de la catégorie fiction de l'année.
Puis d'autres prix sont décernés à l'ouvrage, à la fois en Australie mais également dans d'autres pays :
- Nielsen BookData Booksellers Choice Award, Shortlisted, 2014[6]
- Best Debut Fiction, Independent Booksellers of Australia Awards, Shorlisted, 2014
- Waverton Good Read Award, United Kingdom, Shortlisted, 2014[6]
- The Indie Awards, Shortlisted, 2014[6]
- International IMPAC Dublin Literary Award, Ireland, Longlisted, 2015[6]

## Histoire du roman

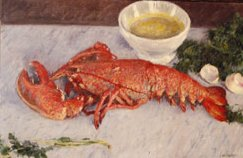
Nature morte au homard de Gustave Caillebotte

L'histoire se déroule à Melbourne, en Australie.
Le professeur Don Tillman, généticien, a une vie très organisée qui ne laisse que peu de place à l'imprévu. Il a des relations particulières avec les autres êtres humains. Toujours célibataire, à 39 ans, il se lance néanmoins à la recherche de l'épouse parfaite; c'est « l'Opération Épouse », comme il l'appelle. Pour ne rien laisser au hasard qui lui a déjà occasionné des déconvenues, il crée un questionnaire pour sélectionner l'épouse parfaite : elle ne doit ni fumer ni boire, être végétarienne, aimer la glace à l'abricot, ne jamais être en retard, accepter de manger du homard tous les mardis soirs, et bien d'autres critères.
Gene, son ami, professeur de psychologie, propose à Don d'analyser les réponses au questionnaire et de lui présenter des femmes susceptibles de lui plaire.
C'est ainsi qu'un après-midi, à l'université, une jeune femme d'une trentaine d'années se présente au bureau de Don. Elle lui explique qu'elle vient de la part de Gene. Le professeur, un peu déconcerté, invite Rosie à dîner le soir même dans un restaurant dont il ignore la notoriété. Don n'aura pas la permission d'entrer pour cause de mauvaise présentation vestimentaire et c'est ainsi que Rosie s'invite chez Don, alors même que celui-ci s'est déjà aperçu qu'elle n'est pas conforme à l'Opération Épouse.
Pourtant, non seulement Don se rend compte qu'il a passé une bonne soirée mais, face à Rosie qui ne connaît pas son père biologique, il se propose pour le retrouver en utilisant sa spécialité : la génétique. Ainsi débute « l'Opération Père », qui prend alors le pas sur « l'Opération Épouse. » Encore que.... au fil des recherches du père de Rosie, les deux nouveaux amis vont parcourir parfois le monde, être amenés à vivre des situations cocasses pour rencontrer et recueillir l'ADN de tous les médecins de la promotion de la mère de Rosie.
Bien sûr, Don se rend compte le dernier que, l'Opération Père faisant, il a découvert une femme avec qui il rit et se sent bien : Rosie. L'Opération Épouse porte donc ses fruits sans les méthodes scientifiques imaginées par Don.

## Personnages
- Don Tillman : c'est le héros du livre, le professeur généticien qui est un peu spécial dans son rapport au monde et aux autres. Son comportement est très souvent assimilé par les critiques comme celui d'un autiste Asperger. Son comportement décalé mène à des situations comiques.
- Rosie : étudiante le jour, serveuse dans un bar la nuit, cette femme est loin de remplir les critères du questionnaire de Don sur « l'Opération Épouse ». Elle recherche son père biologique qui serait un médecin de l'année de promotion où elle a été conçue.
- Gene : c'est l'ami de Don Tillman. Il est professeur de psychologie et conduit des travaux de recherche sur l'origine de l'attirance sexuelle humaine. C'est un homme qui aime séduire.
- Claudia : c'est la femme de Gene et l'amie de Don; elle est une oreille attentive pour Don et une bonne conseillère en comportement humain.

## Adaptation cinématographique
En septembre 2014, Sony Pictures a acheté les droits cinématographiques pour réaliser The Rosie Project. En juillet 2015, l'actrice américaine Jennifer Lawrence est désignée pour interpréter Rosie dans le film. En octobre 2015, Jennifer Lawrence se retire du projet de film, et, compte tenu de cet événement, le réalisateur Richard Linklater se désiste également.
Début 2016, l'avenir du projet d'adaptation cinématographique du livre de Graeme Simsion est inconnu.[réf. nécessaire]

## Éditions françaises
- Le Théorème du homard ou Comment trouver la femme idéale, paru le 13 avril 2014 aux éditions du Nil, 408 pages,  (ISBN 978-2-84111-720-8) (BNF 43809407)[3]
- Comment trouver la femme idéale ou le Théorème du homard, paru le 2 avril 2015 aux éditions de poche Pocket 404 pages,  (ISBN 9782266244824)[4]